# Конопацкий, Ибрагим Борисович
Ибраги́м Бори́сович Конопа́цкий (28 февраля 1949, Смиловичи — 9 сентября 2005) — белорусский общественно-политический, культурный и религиозный деятель, историк, один из лидеров татарской диаспоры Беларуси.

## Семья
Происходит из шляхетского рода белорусских татар. Сын Бориса Ибрагимовича Канапацкого и Софьи Мустафовны, внук Ибрагима Хасеневича Конопацкого, имама Смиловичской мечети. Помимо него в семье было ещё трое детей: дочери Розалия и Тонзиля и сын Мустафа.
В 1975 году женился на Анне Кохно, в 1976 году у них родился сын Захар, а в 1978 году — дочь Зорина.

## Научная деятельность и карьера преподавателя
В 1966 году поступил на исторический факультет Минского государственного педагогического института имени М. Горького. После работал в Каменноборской школе Березинского района Минской области. С 1972 года — член КПСС. С 1978 года — кандидат исторических наук (диссертация «Деятельность компартии Беларуси по оказанию братской помощи трудящимся Казахстана в освоении целинных и зависимых земель (1954—1960 гг.)» и ассистент кафедры истории КПСС МГПИ (позже — кафедры истории Беларуси исторического факультета БГПУ). Преподавал историю Беларуси и спецкурс по национально-культурному многообразию населения Беларуси. Вёл педагогическую практику студентов исторического факультета БГПУ.

## Культурно-религиозная деятельность в рамках татарской диаспоры Беларуси
В 1990-х годах стоял у истоков создания Белорусского объединения татар-мусульман «Аль-Китаб» («Книга»; с 2000 — Белорусское общественное объединение татар «Зикр аль-Китаб» («Память и книга»). 26—27 марта 1993 года по его инициативе была проведена первая международная научная конференция, посвящённая 600-летию существования татарской диаспоры в Белоруссии. В январе 1994 года был сотрудником организационного комитета по проведению Первого Всебелорусского собрания мусульман, в соответствии с решениями которого 2 февраля создано Мусульманское религиозное объединение в Республике Беларусь. В этой организации Ибрагим Конопацкий стал заместителем муфтия и председателем объединения мусульман Минска. Проводил богослужения в Смиловичской мечети.
Был главным редактором журналов «Байрам» (1999; журнал выходит на русском языке), «Аль-Ислам», газет «Жизнь» и «Жизнь татарская». С 1996 года под его редакцией издаётся Календарь татар-мусульман Беларуси. В 1993 году поспособствовал переизданию книги А. Мухлинского «Исследование происхождения и состояния литовских татар» (Исследование о происхождении и состоянии литовских татар, 1857, Санкт-Петербург), в 1997 году был одним из авторов каталога «Рукописные и печатные книги белорусских татар».
Активно способствовал реставрации мечетей в Слониме (1997), Смиловичах (1997), Новогрудке (1997), Видзах (1999), Клецке (2000), Молодечно (2000), Ловчицах (2002) и прикладывал усилия по восстановлению соборной мечети в Минске. В 1995 году помог в создании татарского культурного центра в Ивье.
Будучи одним из лидеров белорусских мусульман, И. Конопацкий держался довольно толерантных взглядов на другие религии и был активным сторонником белорусского национально-культурного возрождения. В повседневной жизни нередко разговаривал по-белорусски.

## Международная деятельность
В 1999 году в составе делегации белорусских татар встречался с президентом Турецкой Республики Северного Кипра, в апреле 2000 года — с представителями комиссии по разработке программ деятельности национальных меньшинств Конгресса США. Как Международный посол мира в 1999 году посетил Ливию, в 2000 году — Чад, в 2001 году — Ирак, в 2004 году — Иерусалим. В 1993 году был делегатом Первого съезда Объединения белорусов мира «Бацькаўшчына», на все последующие съезды приглашался как гость.

## Чествование памяти
На смерть И. Б. Конопацкого откликнулись некрологом несколько газет и порталов. В 2014 году на доме, где родился И. Конопацкий, была установлена мемориальная доска в его честь.

## Фразы, которыми запомнился другим Ибрагим Конопацкий
- В ответ на комплимент в свой адрес со стороны поэта А. Сыса «Какое красивое лицо» Конопацкий сказал: «Какое же это лицо, обычная татарская морда ».
- В одной из частных бесед со своим бывшим студентом Конопацкий сказал: «Я ценю каждую религию, лишь бы человек не черту поклонялся ».